# Поппі (фільм, 1917)
Поппі (англ. Poppy) — американська драма режисера Едварда Хосе 1917 року.

## У ролях
- Норма Толмадж — Поппі Дестінн
- Юджин О'Брайєн — сер Евелін Карсон
- Фредерік Перрі — Люк Ебінджер
- Джек Мередіт — доктор Бремен
- Дороті Роджерс — місіс Капрон
- Една Вістлер — Софі Корнелл
- Марі Хейнс — місіс Кеннеді